# Kama Sywor Kamanda
Kama Sywor Kamanda (* 11. listopadu 1952 v Luebo) je konžský spisovatel egyptského původu. Vystudoval literaturu, žurnalistiku, filosofii a politické vědy v Kinshase, později i práva na univerzitě v Liège.

## Profil
Kama vyniká svými literárními příběhy, inspirovanými jednak osobní zkušeností, imaginací, ale i tradicemi a realitou černého kontinentu. Názvem svých vyprávění Pohádky kouzelníků vzdal Kamanda hold africkým vypravěčům a svým vlastním vyprávěním přispěl a obohatil světovou literaturu o africké báje s univerzálním posláním. Díky jeho příběhům svět poznává Afriku, její mystéria, poezii, zvyky a obyčeje. Savana, buš, fauna a flóra se zde stávají ozvěnou jejich nekonečného bohatství.
Básník Kamanda působí jako čerstvý vánek, vnášející do současné poezie nový rozměr. Jeho verše zaznívají s neobyčejnou silou a literární kritika zvláště oceňuje neotřelost jeho metafor, které s každou další básní nepřestávají překvapovat. Jako lidový bard svými básněmi volá po sblížení všeho živého, jindy jako posel předává dějiny a proroctví, avšak vždy Kamanda vyzývá lid, aby se postavil proti útlaku, aby se sjednotil a překonal všechny rozdíly, dokud nedosáhne podstaty živých bytostí a věcí. Třebaže již jeho první práce vzbudily pozornost umělecky spřízněných umělců, Kamandův talent je tak velký, že se s každou další stránkou osvědčoval a překonával.
Jako romanopisec v sobě Kamanda nosí svou milovanou Afriku a její sny. Hlasitě odkrývá svůj silný odpor vůči jakékoliv totalitní moci, vystupuje jako spojenec mužů a žen, kteří mlčky bojují za uznání svých práv, za své přežití a přežití svých dětí. Třebaže je Kamanda angažovaný spisovatel, stále považuje sám sebe „za duši ztracenou mezi sny a iluzemi, radostmi a soužením světa Afriky“ a jeho romány umožní čtenáři, aby se spolu s ním vydal na bolestnou, ale také nesmírně krásnou Cestu přeludů.

## Přeložená díla
- Anglicky : Wind Whispering Soul, 2001 ; Tales, 2001 ;
- Italsky : Le miriadi di tempi vissuti, 2004 ; La stretta delle parole, 2004 ;
- Japonsky : Pohádky kouzelníků, d. I, 2000 ; d. II, 2005 ;
- Čínsky : Pohádky kouzelníků, d. I, 2003 ; d. II, 2004 ;
- a do dalších jazyků

## Ocenění
- 1987 – Cena Paula Verlaina, udělená francouzskou Akademií
- 1993 – Cena Théophila Gauthiera, udělená francouzskou Akademií
- 1990 – Cena Louise Labého
- 1991 – Literární Grand Prix černé Afriky
- 1992 – Zvláštní uznání za poezii, udělené Akademickým institutem v Paříži
- 1992 – Stříbrný jasmín za originální poetiku, Literární společnost Stříbrný jasmín
- 1993 – Cena Théophila Gauthiera, udělená francouzskou Akademií
- 1999 – Cena Meliny Mercouri, Asociace řeckých básníků a prozaiků
- 2000 – Básník tisíciletí 2000, International Poets Academy, Indie
- 2000 – Čestný občan Joal-Fadiouth, Senegal
- 2002 – Velká cena za poezii, udělená Mezinárodní společností řeckých spisovatelů
- 2005 – 100 nejlepších spisovatelů roku 2005, International Biographical Centre, Cambridge
- 2005 – Profesionál roku 2005, International Biographical Centre, Cambridge
- 2005 – Muž roku 2005, American Biographical Institute
- 2005 – Čestné uznání za výjimečný přínos frankofonii, Uznání Maurice-Cagnon, Mezinárodní rada pro frankofonní studie
- 2006 – Master Diploma for Specialty Honors in Writing, World Academy of Letters, États-Unis
- 2006 – International Peace Prize 2006, United Cultural Convention, États-Unis

## Práce věnované autorovu dílu
- 1993 – Kama Kamanda v zemi pohádek (Marie-Claire de Coninck)
- 1994 – Kama Kamanda básník vyhnanství (Pierrette Sartin)
- 1997 – Kama Kamanda, Úcta
- 2003 – Kama Sywor Kamanda, bard egyptské paměti (Isabelle Cata a Frank Nyalendo)
- 2007 – Regards critiques (Marie-Madeleine Van Ruymbeke Stey)